# Grâces
Grâces [gʁas] (bretonisch Gras-Gwengamp) ist eine französische Gemeinde mit 2.588 Einwohnern (Stand: 1. Januar 2022) im Département Côtes-d’Armor in der Region Bretagne. Sie gehört zum Arrondissement Guingamp und zum Kanton Guingamp. Die Einwohner werden Gracieux und Gracieuses genannt.

## Geographie
Grâces wird im Osten durch den Fluss Trieux begrenzt, in den hier sein Zufluss Bois de la Roche mündet. Umgeben wird Grâces von den Nachbargemeinden Plouisy im Norden und Nordwesten, Guingamp im Nordosten, Ploumagoar im Osten und Südosten, Coadout im Süden sowie Moustéru im Westen.
Durch die Gemeinde führt die Route nationale 12.

## Bevölkerungsentwicklung
| Jahr      | 1962 | 1968 | 1975 | 1982 | 1990 | 1999 | 2006 | 2012 | 2020 |
| --------- | ---- | ---- | ---- | ---- | ---- | ---- | ---- | ---- | ---- |
| Einwohner | 1300 | 1435 | 1769 | 2308 | 2481 | 2424 | 2410 | 2464 | 2548 |

## Sehenswürdigkeiten
- Pfarrkirche Notre-Dame, erbaut im 16. Jahrhundert, seit 1907 als Monument historique klassifiziert
- Kapelle Saint-Jean-de-Kergrist aus dem 15./16. Jahrhundert
- Großkreuz auf dem Friedhof, seit 1926 als Monument historique eingeschrieben
- Schloss Kéranno, erbaut in der zweiten Hälfte des 17. Jahrhunderts, seit 1965 als Monument historique eingeschrieben
- Herrenhaus von Kérurien, erbaut im 16. Jahrhundert, sein Portal ist seit 1964 als Monument historique eingeschrieben
- Herrenhaus von Kerpaour, erbaut 1660
- Herrenhaus von Keravel, erbaut 1669

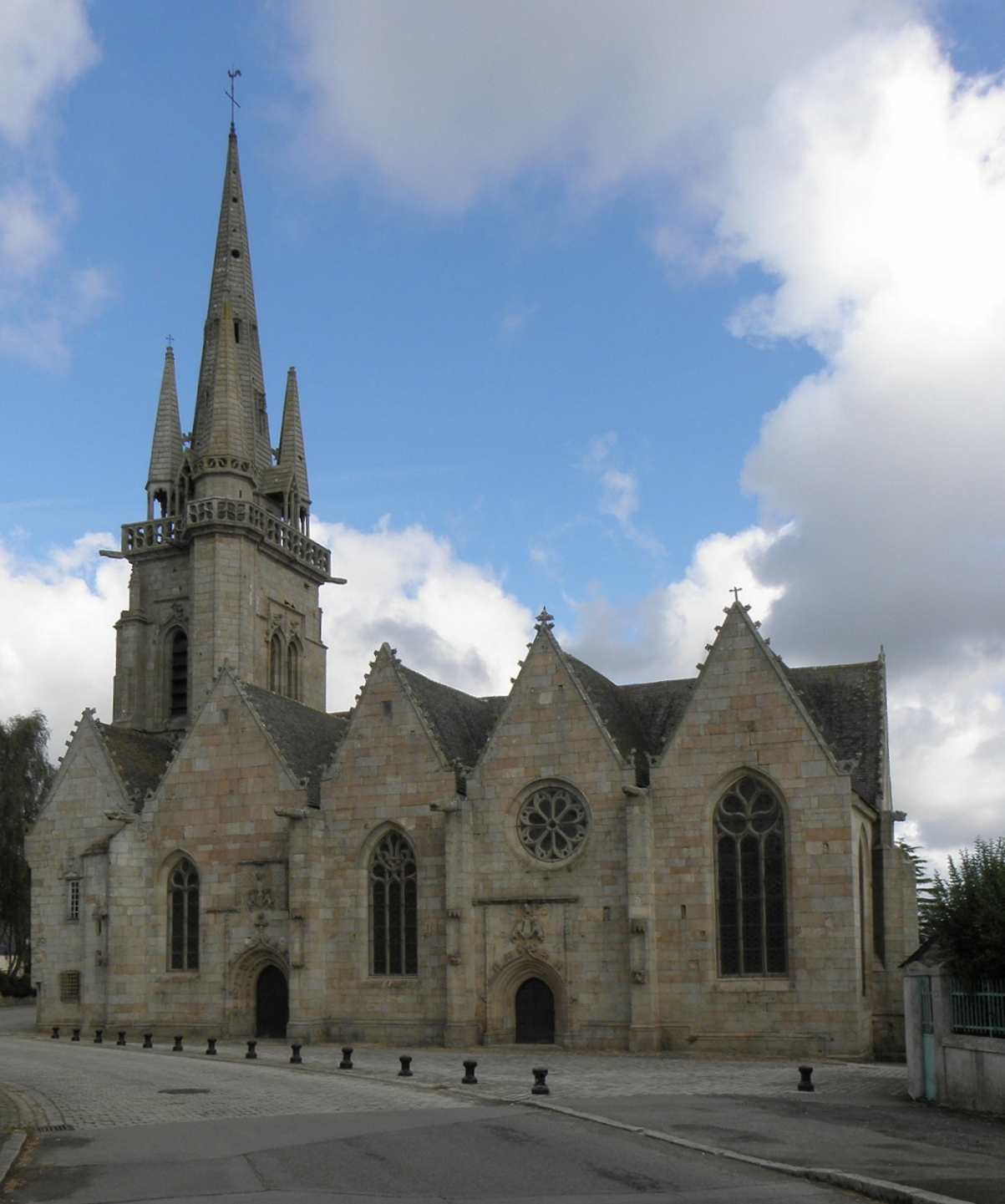
Kirche Notre-Dame
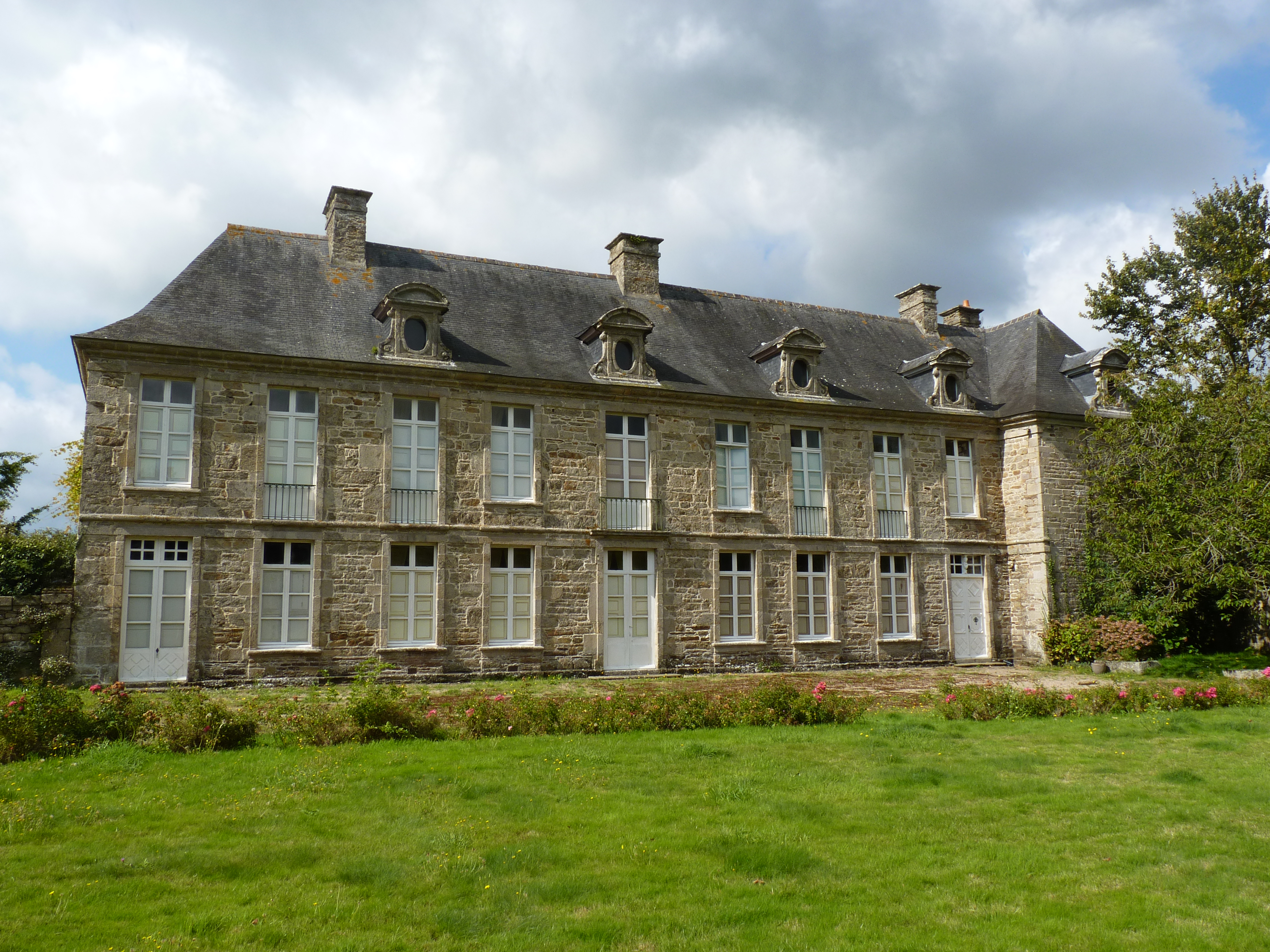
Schloss Kéranno
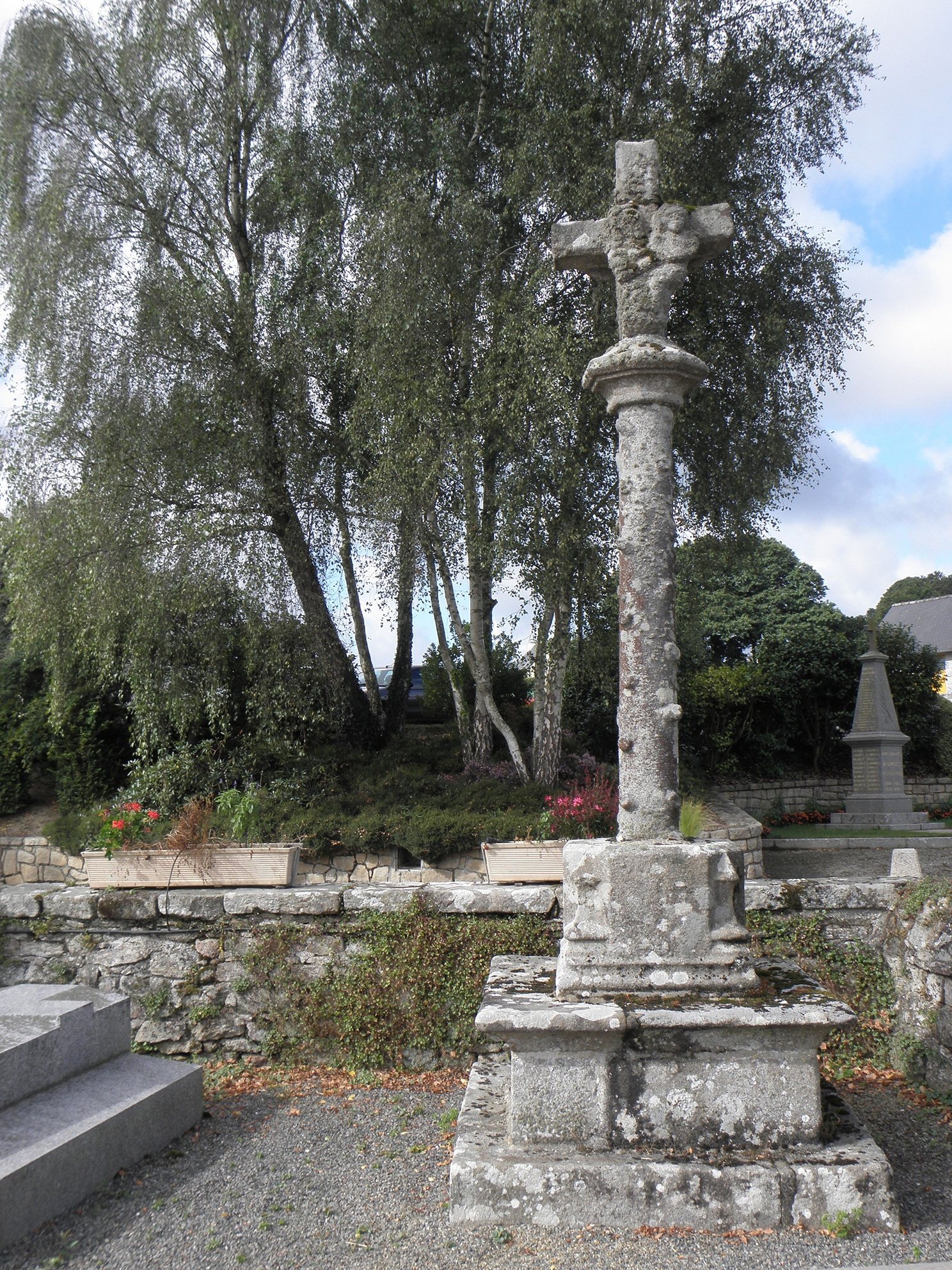
Großkreuz auf dem Friedhof von Grâces